# Asmund Christian Gleerup

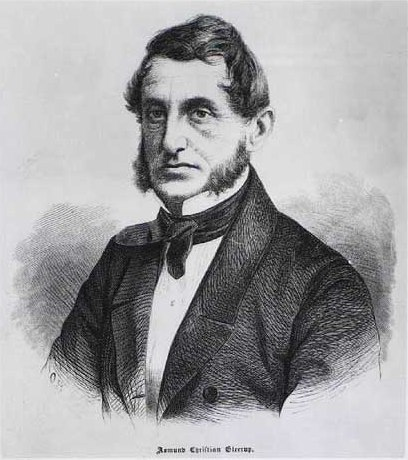
Asmund Gleerup.

Asmund Christian Gleerup, född 6 oktober 1809, död 22 juni 1865, var en dansk politiker. Han var halvbror till C.W.K. Gleerup.
Gleerup, som var folkskollärare 1839-45, var ledare för 1840-talets vaknande bonderörelse i Västsjälland och en målmedveten agitator och organisator samt en lysande talare. Bland hans skrifter märks Nu kommer Bonden! (1845). Gleerup var som politiker fullblodsidealist och ej klasspolitiker. År 1846 var han en av stiftarna av Bondevennernes Selskab, och blev 1848-49 medlem av riksförsamlingen och 1849-52 av Folketinget, men störtades av bondevännerna själva, när han som anhängare av Ejderståndpunkten ej kunde följa partiets svängning över mot helstatspolitik. Under senare år stod Gleerup som politiker de nationalliberala nära.